# Ristjärnen (Tåsjö socken, Ångermanland)
Ristjärnen är en sjö i Strömsunds kommun i Ångermanland och ingår i Ångermanälvens huvudavrinningsområde. Sjön har en area på 0,243 kvadratkilometer och ligger 277 meter över havet. Sjön avvattnas av vattendraget Jämmervattenbäcken.

## Delavrinningsområde
Ristjärnen ingår i det delavrinningsområde (711845-151884) som SMHI kallar för Inloppet i Jämmervattnet. Medelhöjden är 346 meter över havet och ytan är 24,2 kvadratkilometer. Det finns inga avrinningsområden uppströms utan avrinningsområdet är högsta punkten. Jämmervattenbäcken som avvattnar avrinningsområdet har biflödesordning 3, vilket innebär att vattnet flödar genom totalt 3 vattendrag innan det når havet efter 187 kilometer. Avrinningsområdet består mestadels av skog (74 procent) och sankmarker (13 procent). Avrinningsområdet har 0,67 kvadratkilometer vattenytor vilket ger det en sjöprocent på 2,8 procent.